# Architektur ohne Architekten
Architecture Without Architects: A Short Introduction to Non-Pedigreed Architecture ist ein Buch, das auf der gleichnamigen New Yorker MoMA-Ausstellung von Bernard Rudofsky basiert und ursprünglich 1964 veröffentlicht wurde. Es bietet eine Demonstration des künstlerischen, funktionalen und kulturellen Reichtums einheimischer Architektur.

## Frühere Forschung
Bernard Rudofsky interessierte sich schon lange für einheimische Architektur. 1931 schloss er seine Dissertation über einheimische Betonarchitektur auf den griechischen Kykladen ab. Er war davon überzeugt, dass die Moderne, insbesondere die moderne Architektur, den Bezug zu den Bedürfnissen und der Sinnlichkeit des Menschen verloren habe.

## MoMa Ausstellung
Nachdem er die äußerst kontroverse NYC MoMA-Show Are Clothes Modern?, einer Ausstellung, in der Rudofsky argumentierte, dass Kleidung keinen Nutzen habe und – aufgrund ihrer höchst künstlichen Natur – sogar schädliche Auswirkungen auf den menschlichen Körper habe, entwickelte er die Ausstellung Architecture Without Architects, die vom 11. November 1964 bis zum 7. Februar 1965 im MoMA lief. In 200 vergrößerten Schwarz-Weiß-Fotografien zeigte er verschiedene Arten von Architekturen, Landschaften und Menschen, die mit oder in Architekturen leben. Ohne Texte oder Erklärungen wurden die Besucher lediglich mit Bildern konfrontiert, die indigene Bautraditionen zeigten, die völlig im Widerspruch zu den Ideen der architektonischen Moderne standen, die Philip Johnson vom New Yorker MoMA in seiner berühmten Ausstellung „Modern Architecture. Internationale Ausstellung.“ aus dem Jahr 1932 gefördert hatte. Obwohl die Ausstellung heftig kritisiert wurde, wurde sie zu einer der erfolgreichsten Ausstellungen in der Geschichte des New Yorker MoMA.